# Midnight Diner
Midnight Diner (深夜食堂?, Shin'ya shokudō) è una serie televisiva giapponese, diretta da Joji Matsuoka e basata sulla serie manga La taverna di mezzanotte di Yarō Abe.

## Trama
In una taverna izakaya situata nel quartiere di Shinjuku di Tokyo, aperta da mezzanotte alle 7 del mattino, uno chef, da tutti chiamato "Master" e con una vistosa cicatrice sul viso, accoglie i suoi clienti che hanno terminato il lavoro, ma che ancora non vogliono tornare a casa.
La taverna ha un menu piuttosto basilare, ma i clienti possono chiedere qualsiasi piatto di loro voglia e, se ha gli ingredienti necessari, Master lo cucinerà per loro.

## Episodi
| Stagione                      | Episodi        | Prima TV Giappone | Pubblicazione Italia |
| Midnight Diner                | Midnight Diner | Midnight Diner    | Midnight Diner       |
| ----------------------------- | -------------- | ----------------- | -------------------- |
| Prima stagione                | 10             | 2009              | 2020                 |
| Seconda stagione              | 10             | 2011              | 2020                 |
| Terza stagione                | 10             | 2014              | 2020                 |
| Midnight Diner: Tokyo Stories |                |                   |                      |
| Prima stagione                | 10             | 2016              | 2020                 |
| Seconda stagione              | 10             | 2019              | 2020                 |

## Produzione
Nell'agosto 2009 è stata annunciata la produzione della serie, con Kaoru Kobayashi nel ruolo del Master. La prima stagione della serie è andata in onda per 10 episodi da ottobre a dicembre 2009 su MBS, TBS e altre reti. Una seconda stagione è andata in onda per 10 episodi da ottobre a dicembre 2011. Una terza stagione è andata in onda per 10 episodi da ottobre a dicembre 2014.
Il 31 gennaio 2015 è stato distribuito un film live-action.
Nel maggio 2016, Netflix ha acquisito i diritti per la produzione e la distribuzione in streaming di una quarta stagione di 10 episodi sarebbe stata presentata in anteprima mondiale il 21 ottobre 2016. È stato anche annunciata la produzione di un secondo film live-action che è stato presentato in anteprima il 5 novembre 2016. Una quinta stagione di 10 episodi è stata presentata in anteprima su Netflix il 31 ottobre 2019.
Mentre la quarta e la quinta stagione sono state pubblicate con il titolo Midnight Diner: Tokyo Stories, Netflix ha pubblicato in streaming le prime tre stagioni separatamente con il titolo originale Midnight Diner dal giugno 2020.